# メフディ・マハダヴィキア
メフディ・マハダヴィキア（メフディー・マフダヴィーキヤー; ペルシア語: مهدی مهدوی‌کیا、Mehdī Mahdavī-kiyā、1977年7月24日 -）は、イラン・テヘラン出身の元同国代表サッカー選手、現サッカー指導者。現役時代のポジションはMF。主に右サイドを主戦場とし、高い突破力とクロスを持ち味とする。

## 経歴

### クラブ
1997年にアジア年間最優秀ユース選手賞に選出されたのをきっかけに翌年、イランのピルジィからドイツのVfLボーフムに移籍。その年にチームは降格してしまったが、活躍を認められてハンブルガーSVに移籍した。2002-2003シーズンにはブンデスリーガのアシスト王に輝き、2003年のアジア最優秀選手に選ばれた。2006-2007シーズン終了後、長らく在籍したハンブルガーSVから退団し、アイントラハト・フランクフルトへ移籍した。2010年1月、母国のスティール・アジンFCに移籍し、約11年ぶりに母国リーグ復帰を果たす。2011-12シーズンはSCダーマーシュでプレー。2012年に古巣であるペルセポリスに復帰した。2013年3月、現役を引退することを表明した。

### 代表
2009年6月、ワールドカップ予選の韓国戦で緑色のリストバンドをつけて試合に出場したため、代表からの無期出場停止処分を受けた。緑色はイラン大統領選挙で敗れた改革派（当選したアフマディネジャドの保守派による不正があったと主張している）のシンボルカラーであり、改革派を支持していると受け止められたようだが、政府当局から強要や圧力があったかどうかは不明である。なお、マハダヴィキアのほかにアリ・カリミら3選手が処分された。

### 指導者
2015年6月、ハンブルガーSVの17歳以下部門のオフェンス・コーチに就任した。

## 代表歴

### 出場大会
- イラン代表
  - 1998 FIFAワールドカップ
  - 2006 FIFAワールドカップ

### 試合数
- 国際Aマッチ 110試合 12得点（1996年-2009年）[5]

| イラン代表 | 国際Aマッチ | 国際Aマッチ |
| 年         | 出場        | 得点        |
| ---------- | ----------- | ----------- |
| 1996       | 3           | 0           |
| 1997       | 20          | 5           |
| 1998       | 17          | 2           |
| 1999       | 2           | 0           |
| 2000       | 15          | 2           |
| 2001       | 11          | 1           |
| 2002       | 0           | 0           |
| 2003       | 3           | 0           |
| 2004       | 10          | 1           |
| 2005       | 7           | 0           |
| 2006       | 7           | 0           |
| 2007       | 6           | 0           |
| 2008       | 3           | 1           |
| 2009       | 6           | 0           |
| 通算       | 110         | 12          |

## タイトル

### クラブ
ペルセポリス
- イランサッカーリーグ : 1995-96, 1996-97

ハンブルガー
- DFLリーガポカール : 2003
- UEFAインタートトカップ : 2005

### 代表
イラン
- アジア競技大会 : 1998
- AFC/OFCチャレンジカップ : 2003